# Legítima foral
La Legítima foral, según se describe en el derecho civil específico de Navarra, consiste en una fórmula simbólica en el derecho sucesorio mediante la cual se esteblece tradicionalmente la atribución de «cinco sueldos febles o carlines por bienes muebles y una robada de tierra en los montes comunes por inmuebles» para los herederos de la persona fallecida que quedan desheredados del testamento.

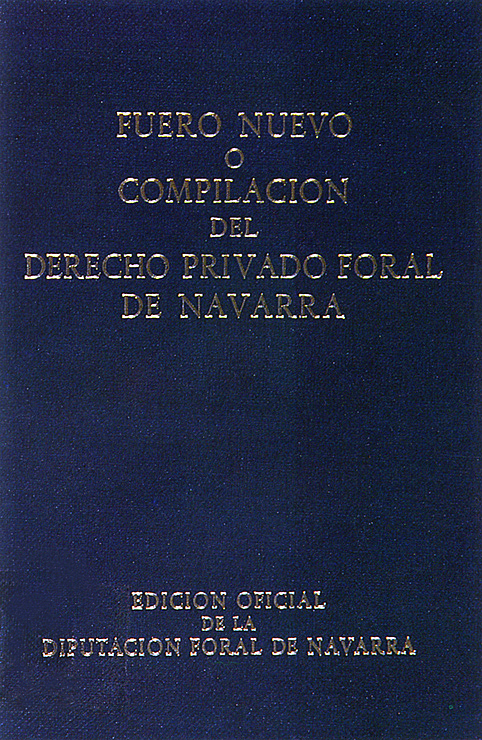
Fuero Nuevo o Compilación del Derecho Privado Foral de Navarra

## Tradición histórico-jurídica de Navarra
La tradición histórico-jurídica sitúa el Derecho de Navarra, del País Vasco y de Aragón dentro «del llamado grupo germánico» en la tradición del Liber Iudiciorum visigótico. La larga trayectoria común del reino de Pamplona, luego de Navarra, y Aragón (922-1035, 1076-1134) desarrolla en ambos territorios una legislación similar, con un fondo común, que dará paso a la formación de los respectivos derechos territoriales.. El posterior desarrollo del Fuero General de Navarra, conviviendo con los fueros municipales y sobre el cual se realizan los Amejoramientos del Fuero, propicia el carácter pactista del régimen que permite la pervivencia de estas particularidades jurídicas cuando en 1512 Navarra se incorpora a la Corona de Castilla.

## Derecho sucesorio en Navarra
El derecho sucesorio de Navarra mantiene varias diferencias que contrastan con el resto de España:
- «dos o más personas pueden hacer testamento en un mismo documento»
- «existe plena libertad para disponer de los bienes.»[1][2]

Dentro del derecho común aplicable en España se establece, dentro del Código Civil, la figura jurídica denominada la legítima por la cual una parte de la herencia no se puede disponer libremente al estar forzosamente destinada a un conjunto de herederos, personas, protegidos así especialmente por la ley. Pero en el caso específico de Navarra la herencia al completo es de libre disposición. Cuando se emplea la fórmula tradicional de los «cinco sueldos febles o carlines por bienes muebles y una robada de tierra en montes comunes por inmuebles» se transmite el mensaje al heredero de que ha sido tenido presente aunque no se le haya dejado nada. Un particular no puede disponer particularmente de un monte común en Navarra y los carlines es una moneda medieval que ya no tiene curso legal. Por ello, al emplear esta fórmula hiperbólica se comunica realmente la ausencia de legado alguno. Incluso, en el caso de un matrimonio donde uno de los cónyuges sobrevive, éste no puede mediar en el reparto.
Según expresa la Gran Enciclopedia de Navarra en la legítima foral «subyace la idea de que, por una parte, debe distinguirse entre legitimario y heredero. Aquél, por ser descendiente directo del testador, debe recibir algo de sus bienes. El heredero, por el contrario, es el continuador de la personalidad del muerto. Pero no únicamente en el aspecto espiritual, sino en su pleno sentido material: sigue llevando el negociado familiar, o la explotación agrícola. Esta defensa del patrimonio familiar supone la justificación de la libertad de testar navarra: el testador, normalmente el padre o la madre, saben perfectamente cuál de sus hijos está más capacitado para hacerse cargo de ese patrimonio que no conviene dividir.»